# 激素療法
荷爾蒙療法（英語：Hormone therapy）是任何形式的激素疗法，其中患者在治疗过程中接受激素，以补充缺乏天然存在的激素，或用其他激素代替天然存在的激素。用激素拮抗劑治療也可稱為抗激素療法。荷爾蒙療法的常见形式包括腫瘤激素療法、激素替代療法、雄激素替代疗法、性别肯定激素治疗。

## 類型
- 激素替代療法的基础是根據这样的理念，即治疗可以预防因血液循环中雌激素和孕酮激素减少引起的不适，或者在手术後或过早绝经的情况下，它可以延长寿命并且可以减少痴呆的发病率。[1]它涉及使用一组或多组旨在人为地提高激素水平的药物。 所涉及的激素的主要类型是雌激素，黄体酮或孕激素，有时还包括睾酮。 它通常被称为“治疗”而不是疗法。
- 性别肯定激素治疗（GAHT）引入与患者的性别認同相关的激素（特别是跨性别男性的睾酮和跨性别女性的雌激素）。 一些双性人也可能会接受GAHT。跨性别人士的跨性别激素疗法分为两种主要类型：女性化激素療法和男性化激素療法。
- 雄激素替代疗法是一种激素治疗，通常用于对抗男性性腺机能减退造成「男性更年期」的影响。 它也被用來减轻影响或延迟正常男性老化的发作。 此外，雄激素替代疗法可用于已经失去睾丸功能的男性，比如患上疾病，癌症或其他原因。[2]